# Larvik
Larvik és un municipi situat al comtat de Vestfold, Noruega. Té 43.867 habitants (2016)i la seva superfície és de 534,97 km². El centre administratiu del municipi és el poble homònim.